# Expression culturelle
 (juin 2020).
La mise en forme du texte ne suit pas les recommandations de Wikipédia : il faut le « wikifier ».
Les points d'amélioration suivants sont les cas les plus fréquents. Le détail des points à revoir est peut-être précisé sur la page de discussion.
- Les titres sont pré-formatés par le logiciel. Ils ne sont ni en capitales, ni en gras.
- Le texte ne doit pas être écrit en capitales (les noms de famille non plus), ni en gras, ni en italique, ni en « petit »…
- Le gras n'est utilisé que pour surligner le titre de l'article dans l'introduction, une seule fois.
- L'italique est rarement utilisé : mots en langue étrangère, titres d'œuvres, noms de bateaux, etc.
- Les citations ne sont pas en italique mais en corps de texte normal. Elles sont entourées par des guillemets français : « et ».
- Les listes à puces sont à éviter, des paragraphes rédigés étant largement préférés. Les tableaux sont à réserver à la présentation de données structurées (résultats, etc.).
- Les appels de note de bas de page (petits chiffres en exposant, introduits par l'outil «  Source ») sont à placer entre la fin de phrase et le point final[comme ça].
- Les liens internes (vers d'autres articles de Wikipédia) sont à choisir avec parcimonie. Créez des liens vers des articles approfondissant le sujet. Les termes génériques sans rapport avec le sujet sont à éviter, ainsi que les répétitions de liens vers un même terme.
- Les liens externes sont à placer uniquement dans une section « Liens externes », à la fin de l'article. Ces liens sont à choisir avec parcimonie suivant les règles définies. Si un lien sert de source à l'article, son insertion dans le texte est à faire par les notes de bas de page.
- La présentation des références doit suivre les conventions bibliographiques. Il est recommandé d'utiliser les modèles {{Ouvrage}}, {{Chapitre}}, {{Article}}, {{Lien web}} et/ou {{Bibliographie}}. Le mode d'édition visuel peut mettre en forme automatiquement les références.
- Insérer une infobox (cadre d'informations à droite) n'est pas obligatoire pour parachever la mise en page.

Pour une aide détaillée, merci de consulter Aide:Wikification.
Si vous pensez que ces points ont été résolus, vous pouvez retirer ce bandeau et améliorer la mise en forme d'un autre article.
Les expressions culturelles constituent des manifestations créatives des identités culturelles de leurs auteurs. Elles font l'objet d'un traitement dans le système juridique international en matière de droits culturels, de droit de la propriété intellectuelle et du commerce international.

## Définition
La Convention sur la protection et la promotion de la diversité des expressions culturelles de 2005 a pour objectif, comme son titre le mentionne, de protéger et de promouvoir la diversité des expressions culturelles. L’atteinte de tels objectifs passe par le respect de toutes les cultures, la réaffirmation de la souveraineté culturelle des États, la reconnaissance de la double nature des biens et des services culturels et le rééquilibrage des échanges culturels grâce au renforcement des mesures de coopération et de solidarité internationales.

Le concept d’expression culturelle est inscrit au cœur de la Convention de 2005, qui en propose une définition : 
[les] expressions culturelles sont les expressions qui résultent de la créativité des individus, des groupes et des sociétés, et qui ont un contenu culturel.
La définition d'expression culturelle met de l’avant le contenu par rapport aux moyens et aux modes des expressions culturelles. Elle peut être lue conjointement avec deux autres définitions, celle de contenu culturel et celle d’activités, biens et services culturels :
[Le] contenu culturel renvoie au sens symbolique, à la dimension artistique et aux valeurs culturelles qui ont pour origine ou expriment des identités culturelles. [Les] activités, biens et services culturels renvoie aux activités, biens et services qui, dès lors qu’ils sont considérés du point de vue de leur qualité, de leur usage ou de leur finalité spécifiques, incarnent ou transmettent des expressions culturelles, indépendamment de la valeur commerciale qu’ils peuvent avoir. Les activités culturelles peuvent être une fin en elles-mêmes, ou bien contribuer à la production de biens et services culturels.
Ainsi, les expressions sont culturelles dans la mesure où elles sont porteuses de sens, de valeur et d’identité et peuvent être véhiculées, exprimées, par le biais d’activités, de biens ou de services culturels. Elles peuvent provenir d’individus, de groupe ou de sociétés.
Les activités, biens ou services sont dotés d’une double valeur économique et culturelle. Les aspects culturel et économique sont interdépendants, ils participent l’un et l’autre à l’existence, l’essor et la préservation de la diversité.
Pour cerner l’étendue de ce que constituent les biens et services culturels, on peut se référer à la liste non exhaustive annexée à l’Avant-Projet de la Convention sur la protection et la promotion de la diversité des expressions culturelles, publié en 2004.
Voici quelques exemples d'expressions culturelles :
- La littérature, le cinéma, la musique, les médias et les arts visuels[11];
- Les arts vivants, les arts de la scène (théâtre);
- La photo et les jeux vidéo, notamment ceux qui ont un contenu narratif. Les jeux vidéo à contenu narratif peuvent être inclus en ce qu’ils constituent une forme de langage, une déclinaison du terme expression[12].

Tel que le permet la Convention de Vienne sur le droit des traités, la notion d’expressions culturelles est précisée par la pratique des États et l’utilisation qu’ils font de ce terme. Dans le contexte de la Convention sur la protection et la promotion de la diversité des expressions culturelles, cette pratique est reflétée dans les rapports quadriennaux produits par les Parties.
Dans l’environnement numérique, les expressions culturelles s’interprètent de la même manière. Elles sont également dotées d’un contenu culturel et porteuses d’une double valeur, culturelle et économique. L’environnement numérique peut servir de catalyseur à la diffusion et à la production, offrir de nouvelles formes d’expressions culturelles, mais il représente aussi un enjeu pour la diversité des expressions culturelles.
Les expressions culturelles visées par la Convention sur la protection et la promotion de la diversité des expressions culturelles de 2005 peuvent être liées à certaines formes d’expressions culturelles traditionnelles mais ces dernières font l’objet de règles qui leur sont propres. Plus généralement, la préservation du patrimoine culturel, des savoirs traditionnels et des expressions culturelles traditionnelles relève d’autres conventions de l’UNESCO. En ce qui concerne les expressions culturelles des peuples autochtones, la Déclaration des Nations-Unies sur les droits des peuples autochtones mentionne spécifiquement le droit de ces peuples de préserver, contrôler, protéger et développer leur patrimoine culturel, savoirs et expressions traditionnelles, de même que leur droit à la propriété intellectuelle collective. L’Organisation mondiale de la propriété intellectuelle poursuit ses travaux en vue de l’élaboration d’une Convention visant à reconnaitre les droits de propriété intellectuelle sur les savoirs traditionnels et les expressions culturelles traditionnelles.

## L'émergence du concept d’expressions culturelles dans l’enceinte de l'UNESCO

### Les travaux de l’UNESCO en matière de diversité culturelle
Pour comprendre le concept de diversité des expressions culturelles, on peut s’intéresser à celui de diversité culturelle. La notion de diversité culturelle est multiforme et fait l’objet des travaux de l’UNESCO depuis sa constitution.

La Déclaration universelle de l’UNESCO sur la diversité culturelle élève le concept de diversité culturelle au titre de patrimoine commun de l’humanité dès son tout premier article :
La culture prend des formes diverses à travers le temps et l'espace. Cette diversité s'incarne dans l'originalité et la pluralité des identités qui caractérisent les groupes et les sociétés composant l'humanité. Source d’échanges, d'innovation et de créativité, la diversité culturelle est, pour le genre humain, aussi nécessaire que l'est la biodiversité dans l'ordre du vivant. En ce sens, elle constitue le
patrimoine commun de l'humanité et elle doit être reconnue et affirmée au bénéfice des générations présentes et des générations futures.
Bien qu'elle soit non contraignante, la Déclaration universelle de l'Unesco sur la diversité culturelle possède une légitimité et une force symbolique non négligeable du fait de son adoption à l’unanimité des États membres de l’UNESCO.
La Convention pour la sauvegarde du patrimoine culturel immatériel adoptée en 2003 réitère le concept de diversité culturelle, cette fois-ci au sein d’un instrument juridique contraignant.

### De la diversité culturelle à la diversité des expressions culturelles
La diversité des expressions culturelles est un des aspects de la diversité culturelle sur lequel se penche l’UNESCO. L'expression culturelle est vue comme "[un] mode de communication [qui] comble un besoin essentiel à chaque collectivité [...] un élément clé dans l’adaptation des différentes cultures aux transformations imposées par la mondialisation ». Les objectifs de protection et de promotion de la diversité des expressions culturelles s’inscrivent dans le mandat de l’organisation.

Dans le cadre des négociations de la Convention sur la protection et la promotion de la diversité des expressions culturelles, le concept d’expressions culturelles naît de la jonction des concepts de contenu culturel et d'expressions artistiques. Le texte initial était libellé ainsi : 
Le terme expressions culturelles englobe à la fois les notions de contenus culturels et d'expressions artistiques et désigne les différentes manières par lesquelles les biens et services culturels, ainsi que les autres activités culturelles, peuvent être porteurs d'une signification symbolique ou transmettre des valeurs culturelles. Le contenu culturel de ces biens, services et activités désigne la signification ou les valeurs ainsi transmises. L'expression artistique de ces biens, services et activités désigne l'expression culturelle qui résulte de la créativité ou de la création esthétiques.
Cinq autres options étaient proposées par le comité de rédaction. Parmi celles-ci, on peut mentionner celle qui procède par énumération :
OPTION 2 : Par expressions culturelles, on entend le produit créateur d'initiatives culturelles destinées à être présentées au public et qui sont porteuses de significations symboliques ou de valeurs culturelles distinctes de la valeur commerciale de ce produit. En font partie : 1) le produit de la créativité individuelle dans les arts du spectacle, les arts plastiques et l'artisanat, 2) les sons, images et textes de films, vidéo, enregistrements sonores, livres, magazines, programmes radiotélévisés et autres formes de média, y compris le multimédia, qu'ils existent d'ores et déjà ou soient encore à inventer et 3) les collections et objets d'exposition des musées, galeries d'art et bibliothèques, y compris les archives du patrimoine culturel d'une société.
Pour plus de simplicité et de clarté, les concepts de contenus culturels et d’expressions artistiques ont été fusionnés en expressions culturelles. Il a ainsi été convenu que les termes culture et diversité culturelle devaient être compris dans leur acceptation stricte, soit en relation avec le terme d'expressions culturelles, qui devait ainsi référer à une conception contemporaine des biens et services culturels. Le lien entre diversité culturelle et diversité des expressions culturelles ressort dans la Convention sur la protection et la promotion de la diversité des expressions culturelles. Celle-ci contient une définition de la diversité culturelle qui se lit comme suit :
[la] diversité culturelle renvoie à la multiplicité des formes par lesquelles les cultures des groupes et des sociétés trouvent leur expression. Ces expressions se transmettent au sein des groupes et des sociétés et entre eux. La diversité culturelle se manifeste non seulement dans les formes variées à travers lesquelles le patrimoine culturel de l’humanité est exprimé, enrichi et transmis grâce à la variété des expressions culturelles, mais aussi à travers divers modes de création artistique, de production, de diffusion, de distribution et de jouissance des expressions culturelles, quels que soient les moyens et les technologies utilisés […]
La dernière phrase fait référence aux expressions culturelles, lesquelles sont une manifestation de la diversité culturelle. La Déclaration universelle de 2001 sur la diversité culturelle stipule que la préservation de celle-ci nécessite le respect des droits fondamentaux de la personne, particulièrement les droits culturels. La Convention de 2005 reconnaît également cette relation étroite en formulant le principe du respect des droits de l’homme et des libertés fondamentales selon lequel « [l]a diversité culturelle ne peut être protégée et promue que si les droits de l’homme et les libertés fondamentales telles que la liberté d’expression, d’information et de communication, ainsi que la possibilité pour les individus de choisir les expressions culturelles, sont garantis.» Pour assurer la diversité culturelle, la Convention de 2005 engage les Parties à adopter et à mettre en œuvre des mesures de promotion et de protection des expressions culturelles. Ces mesures prennent principalement la forme de politiques culturelles.
La Convention sur la protection et la promotion de la diversité des expressions culturelles détermine des droits et des obligations en matière de protection et de promotion de la diversité des expressions culturelles. À son article 5, le droit souverain des États de formuler et de mettre en œuvre leurs politiques culturelles est rappelé. L’article 6 dédié aux droits des parties au niveau national présente une liste non exhaustive de politiques et mesures culturelles auxquelles la Parties peuvent recourir pour protéger et promouvoir la diversité des expressions culturelles. L’article 7 traite des mesures destinées à promouvoir la diversité des expressions culturelles. Dans la mise en œuvre de cet article, les Parties s’engagement à tenir « dûment compte des conditions et besoins particuliers des femmes, ainsi que de divers groupes sociaux, y compris les personnes appartenant aux minorités et les peuples autochtones ». L’article 8 porte sur les mesures destinées à protéger les expressions culturelles. Cet article s’applique dans le cas de « situations spéciales où les expressions culturelles […] sont soumises à un risque d’extinction, à une grave menace, ou nécessitent de quelque façon que ce soit une sauvegarde urgente. L’article indique qu’une Partie « peut diagnostiquer l’existence de situations » et, qu’à cet égard, elle peut « prendre toutes les mesures appropriées pour protéger et préserver les expressions culturelles » menacées. Il ne s’agit donc pas d’obligations contraignantes. Cependant, lorsque de telles mesures sont prises, la Partie concernée a l’obligation d’en faire rapport au Comité intergouvernemental pour la protection et la promotion de la diversité des expressions culturelles. Ce Comité peut alors formuler les recommandations qu’il juge appropriées.
La protection et la promotion de la diversité des expressions culturelles peut également se concrétiser par le biais de mesures de coopération. Les articles 12 et 14 à 19 de la Convention de 2005 présentent les objectifs de la coopération et proposent divers mécanismes en la matière.

## Les expressions culturelles traditionnelles
L’organisation mondiale de la propriété intellectuelle (OMPI) définit les expressions culturelles traditionnelles au moyen d’exemples : 
Les expressions culturelles traditionnelles, également appelées “expressions du folklore”, peuvent comprendre la musique, la danse, les arts, les dessins et modèles, les noms, les signes et symboles, les interprétations ou exécutions, les cérémonies, les ouvrages d’architecture, les produits artisanaux et les récits, ainsi que de nombreuses autres expressions artistiques ou culturelles.
Les expressions culturelles traditionnelles :
- peuvent être considérées comme les formes d’expression de la culture traditionnelle;
- font partie intégrante de l’identité et du patrimoine d’une communauté traditionnelle ou autochtone;
- se transmettent de génération en génération.

Les expressions culturelles traditionnelles font partie intégrante de l’identité culturelle et sociale des communautés autochtones et locales; elles incorporent le savoir-faire et les techniques et transmettent des valeurs et des croyances fondamentales.

Leur protection se rapporte à la promotion de la créativité, au renforcement de la diversité culturelle et à la préservation du patrimoine culturel.
Bien que la définition soit large, certaines expressions culturelles traditionnelles n’entrent pas dans ce cadre. Les expressions culturelles traditionnelles se situent en marge du champ d’application de la Convention sur la protection et la promotion de la diversité des expressions culturelles et de la définition d’expressions culturelles énoncée à son article 4. Il est possible d’aborder la question de leur protection et leur promotion en utilisant le concept de diversité culturelle plutôt celui de la propriété intellectuelle. Il s’agit d’un point de contact des compétences de l’OMPI et de l’UNESCO, qui se matérialise grâce à d’autres instruments internationaux tels que la Convention pour la sauvegarde du patrimoine culturel immatériel, la Déclaration universelle de l’UNESCO sur la diversité culturelle et à la Convention concernant la protection du patrimoine mondial, culturel et naturel, ainsi que les dispositions types adoptées par les deux institutions en vue de la protection des expressions du folklore.

## Les éléments souvent assimilés à des expressions culturelles
Le concept des expressions culturelles visée par la Convention sur la protection et la promotion de la diversité des expressions culturelles se limite à un aspect précis de la diversité culturelle, soit les éléments générés par les industries culturelles, et de nombreux éléments lui sont assimilés par erreur ou du fait d'une mauvaise compréhension. Les considérations portant sur le patrimoine culturel matériel et immatériel et les droits de propriété intellectuelle sont exorbitants du champ d’application de la Convention de 2005 en raison de la définition précise qui est donnée aux expressions culturelles.
Les expressions culturelles doivent également être distinguées des composantes des droits fondamentaux que sont la liberté d’expression, d’information et de communication, ainsi que la liberté de choix des expressions culturelles, bien qu’elles soient, dans une certaine mesure, interreliées.
Il existe parfois une certaine confusion concernant le champ d’application de trois grandes conventions culturelles de l’UNESCO, soit la Convention concernant la protection du patrimoine mondial, culturel et naturel la Convention sur la protection du patrimoine culturel immatériel, et la Convention sur la protection et la promotion de la diversité des expressions culturelles. Les arts du spectacle (rites et danses traditionnelles), l’artisanat, la cuisine, constituent davantage des illustrations du patrimoine culturel immatériel. Par ailleurs, l’urbanisme et le design font partie du patrimoine mondial culturel, mais ne se qualifient pas d’expressions culturelles au sens de la Convention sur la protection et la promotion de la diversité des expressions culturelles. La mode, la publicité et les marques de commerce se rapportent certainement aux industries créatives. Néanmoins, sans exclure la possibilité que certaines composantes puissent être incluses dans la définition d’expressions culturelles, celles-ci ne sont pas visées a priori. L’auteur Rostam J. Neuwirth suggère que l’industrie de la mode, en tant qu’industrie créative, peut être touchée de manière indirecte par la Convention sur la protection et la promotion de la diversité des expressions culturelles. Les secteurs de l’archivage et de la bibliothéconomie ont cela de particuliers qu’ils étaient visés par l’une des options de définition des expressions culturelles suggérée lors des négociations de la Convention sur la protection et la promotion de la diversité des expressions culturelles. Ces secteurs sont essentiels aux enjeux de préservation, de diffusion et d’accès, mais sont considérés périphériques dans l’acception de la notion d’expression culturelle. Par ailleurs, ils s’inscrivent davantage dans les objectifs de viabilité du patrimoine culturel immatériel que de vitalité des expressions culturelles.
Les services récréatifs, les sports et les jeux relèvent de la catégorie des loisirs et ne sont pas visés par la définition d’expressions culturelles. Certains États qualifient les jeux vidéo à contenus narratifs d’expressions culturelles. Enfin, la langue ne constitue pas une expression culturelle, mais un moyen de véhiculer celle-ci ou, à l’opposé, une barrière en limitant l’accès. La langue peut donc faire l’objet de mesures visant à favoriser la circulation et la création d'expressions culturelles, par exemple des quotas linguistiques.